# Vácrátót
Vácrátót è un comune dell'Ungheria di 1.691 abitanti (dati 2001) situato nella contea di Pest, nell'Ungheria settentrionale.